# 大连北站 (地铁)
大连北站是大连地铁1号线与2号线的地铁车站，是一个换乘站，亦是2号线北端终点站，位于中国辽宁省大连市甘井子区大连北站南广场地下。1号线车站于2015年10月30日开通，2号线车站于2022年9月30日开通运营。

## 车站结构
地铁大连北站为1号线与2号线换乘站，位于国铁大连北站南广场地下，平行于华北路东西向设置，为地下二层平行双岛式站台车站，车站长708.8米，宽64.9米，车站地下一层为站厅层，地下二层为站台层，2号线站台位于北侧，1号线站台位于南侧，两线站台平行设置，站台均设置全高站台门。两线采用站厅换乘。另外，1号线站台南侧预留有规划13号线二期站台，与现有站台平行设置。
车站配线方面，2号线车站东侧设有两条存车线，供列车折返使用。同时，车站西侧1号线南行正线与2号线东行正线间设有联络线，1号线北行正线预留有13号线二期联络线道岔。
|                   |  | █ 2号线往海之韵（南关岭） |
| 島式 · 開左邊车门 |  |                           |
|                   |  | █ 2号线落客               |

|                   |  | █ 1号线往河口（华北路） |
| 島式 · 開左邊车门 |  |                         |
|                   |  | █ 1号线往姚家（終點站） |

## 车站出口
地铁大连北站目前开放3个出口，其中C口位于地下一层，直通国铁大连北站出站通道，A1、A2口连通华北路地下通道，各出口及周围设施如下所示：
| 出口编号                | 照片 | 出口指示         | 建议前往的目的地                       |
| ----------------------- | ---- | ---------------- | -------------------------------------- |
| A · 1 · 出口 · （设有） |      | 华北路（东北侧） | 大连北站南广场，大连市甘井子区泉水小学 |
| A · 2 · 出口            |      | 华北路（东北侧） | 大连北站南广场                         |
| B · 出口                |      | 华北路（西北侧） | 大连北站南广场                         |
| C · 出口                |      | 大连北火车站     | 大连北火车站                           |
| 图例： 设有             |      |                  |                                        |

## 接驳交通

### 铁路
- 国铁沈大铁路、丹大快速铁路及哈大高速铁路大连北站

### 公交车
- 大连北站南广场：516路、908路、909路、1013路、1025路、2001路、2001路区间快车、高铁夜间接驳车
- 大连北站北广场：502路、508路、817路、1012路、1013路、1112路、1125路

## 车站历史
车站建设时期工程名为南关岭站，开通前随国铁车站定名为大连北站站。2023年，车站相关标识更新为大连北站。
- 2015年10月30日，车站1号线一期通车开通[1]。
- 2022年9月30日，2号线二期北段开通[2]，车站成为换乘车站。